# 約翰·赫頓·愛德華茲
約翰·赫頓·愛德華茲（英語：John Hilton Edwards，1928年3月26日—2007年10月11日）是英國醫藥遺傳學家，曾經在1946年至1949年間攻讀劍橋大學藥劑學系及動物學系，之後轉讀密德塞斯醫院（Middlesex Hospital）醫藥學至1952年。此後，他在劍橋大學藥劑學系畢業，然後被派遣為福克蘭群島殖民地勘察船的臨時外科醫生。在1954年至1956年間，醫院向伯明罕大學引薦愛德華茲修讀整體藥劑學系、神經學系、病理學系、精神病學系，並擔任社會藥劑學系講師。此後，他成為皇家內科醫生協會的會員，並於1979年成為皇家學會的一份子。
1958年，愛德華茲加入了牛津醫學研究協會（族群遺傳學部）。在1960年至1961年間，他成為費城兒童醫院的遺傳學家，此後直至1968年，他成為伯明罕兒童醫院的遺傳學家。1969年至1970年間，他探訪了來自康乃爾、紐約的捐血中心職員、兒科專家。1971年，由海外汲取經驗的愛德華茲被伯明罕大學邀請為人類遺傳學教授至1979年。在1979年，他當選為皇家學會會員，並成為牛津大學的人類遺傳學教授。

## 相關
- 18-三體症候群——於1960年由約翰·赫頓·愛德華茲描述而得名的遺傳病[2]。